# Jonathan Barnes
Jonathan Barnes (1942), es un filósofo inglés, conocido traductor e historiador, especializado en Filosofía antigua. 

## Trayectoria
Se formó en Inglaterra, pero también en Francia. Es traductor del griego y reconocido editor de Aristóteles. Ha escrito, además, sobre los presocráticos y los estoicos. Enseñó durante 25 años en Oxford antes de enseñar en la Universidad de Ginebra. Finalmente fue profesor en la Universidad de París (La Sorbona). 
Barnes es miembro de la Academia Británica y de la Academia Americana de las Artes y las Ciencias.
Es hermano del escritor Julian Barnes, que le dedica varias páginas interesantes en su relato biográfico y ensayístico Nada que temer, Anagrama, 2011 (or. 2008).

## Obras
- The Ontological Argument (1972)
- Traducción y comentarios a parte de la lógica de Aristóteles, Posterior Analytics (1975), edición revisada en 1994.
- Presocratic Philosophers 2 vols., 1979; 1 vol. de los presocráticos en la edición revisada de 1982.
- Aristotle (1982); hay traducción al español: Aristóteles, Cátedra, Colección Teorema, 1998.
- Editor de The Complete Works of Aristotle, 2 vols, 1984; reimpreso con correcciones en 1995
- The Modes of Scepticism (1985), con Julia Annas
- Early Greek Philosophy (1987)
- The Toils of Scepticism (1990)
- The Cambridge Companion to Aristotle (1995)
- Logic and the Imperial Stoa (1997)
- Aristotle: A Very Short Introduction. Oxford University Press. 2000. ISBN 9780191606557.
- Porphyry: introduction (2003)
- Truth, etc. Some Topics in Ancient Logic (2007), recoge sus conferencias John Locke de 2004
- Coffee with Aristotle (2008)
- Maddalena Bonelli, ed. (2011). Method and Metaphysics: Essays in Ancient Philosophy I. Oxford University Press. ISBN 9780199577514.
- Maddalena Bonelli, ed. (2012). Logical Matters: Essays in Ancient Philosophy II. Oxford University Press. ISBN 9780199577521.

### Ediciones en español
- Aristóteles. Ediciones Cátedra. 1987. ISBN 978-84-376-0684-2.
- Los presocráticos. Ediciones Cátedra. 1992. ISBN 978-84-376-1029-0.
- Conversaciones con Aristóteles. Ediciones Oniro. 2008. ISBN 978-84-9754-343-9.

- Datos: Q1193088